# Bridel
Pour les articles homonymes, voir Bridel (homonymie).
 (mars 2015).
Si vous disposez d'ouvrages ou d'articles de référence ou si vous connaissez des sites web de qualité traitant du thème abordé ici, merci de compléter l'article en donnant les références utiles à sa vérifiabilité et en les liant à la section « Notes et références ».
Bridel est une marque commerciale de produits laitiers : lait, fromages, beurre, crème. Elle appartient aujourd'hui au groupe agro-industriel Lactalis d'André Besnier.

## Historique
- 1846 : Ouverture d'une beurrerie par Jean-Louis Bridel, l'arrière-grand-père d'Emile Bridel à Martigné-Ferchaud, en Ille-et-Vilaine[réf. nécessaire].
- Dans les années 1960 le siège est déplacé à Retiers, en Ille-et-Vilaine[réf. nécessaire].
- 1966 : Reprend l'usine de L'Hermitage, en Ille-et-Vilaine créée en 1911 et qui appartenait auparavant à l'Union des beurreries de France[réf. nécessaire].
- 1968 : Diversification par la création d'une filiale abattage de la viande bovine à Châteaubriant, en Loire-Atlantique[réf. nécessaire].
- 1975 : Reprend une partie des activités de la famille Lanquetot (camembert), la totalité des activités ne sera reprise qu'au moment du rachat de Bridel SA par Besnier[réf. nécessaire].
- 1979 : Fermeture de la fromagerie des « Grands Bouillants » (marque Lanquetot à Vern-sur-Seiche en Ille-et-Vilaine)[réf. nécessaire].
- 1981 : Bridel SA absorbe la marque Lanquetot[réf. nécessaire].
- 1990 : Rachat du groupe par le groupe Besnier (actuellement Lactalis)[réf. nécessaire].

Chiffres clés du groupe au moment du rachat : 2 300 salariés, 10 usines, 4e groupe laitier français, présent dans 60 pays, 5,5 milliards de francs de chiffre d'affaires (environ 850 millions d'euros)[réf. nécessaire].

## Fondateur
Émile Bridel est le créateur[Quand ?] de la marque[réf. nécessaire]. Il est né en 1918 à Martigné-Ferchaud, en Ille-et-Vilaine, ce fut un patron emblématique connu pour sa politique sociale (il avait mis en place de bonne heure un plan d'épargne salariale et un fonds commun de placement pour son personnel) dont le groupe Lactalis utilise le nom comme marque à part entière.

## Divers
Le siège de la filiale se situe à Bourgbarré[réf. nécessaire] (Ille-et-Vilaine) qui a fêté ses 30 ans en juin 2018

## Source
https://abp.bzh/l-etonnante-histoire-de-la-societe-bridel-14887